# Julián Millán
Julián Camilo Millán Díaz (Bugalagrande, Valle del Cauca; 27 de marzo de 1998) es un futbolista colombiano. Juega de defensa y actualmente milita en Nacional de la Primera División de Uruguay.

## Clubes
Actualizado el 6 de enero de 2025
| Club             | País     | Año             | Partidos | Goles |
| ---------------- | -------- | --------------- | -------- | ----- |
| Cortuluá         | Colombia | 2016 - 2017     | 13       | 0     |
| Llaneros         | Colombia | 2018            | 34       | 4     |
| Patriotas Boyacá | Colombia | 2019            | 20       | 0     |
| Cortuluá         | Colombia | 2020 - 2022     | 76       | 8     |
| Santa Fe         | Colombia | 2023 - 2024     | 76       | 6     |
| Nacional         | Uruguay  | 2025 - Presente | 0        | 0     |

## Estadísticas

### Clubes
Actualizado al último partido disputado el 8 de diciembre de 2024.
| Club                                                                                            | Div.          | Temporada     | Liga  | Liga  | Liga  | Copas nacionales (1) | Copas nacionales (1) | Copas nacionales (1) | Copas internacionales (2) | Copas internacionales (2) | Copas internacionales (2) | Total | Total | Total |
| Club                                                                                            | Div.          | Temporada     | Part. | Goles | Asis. | Part.                | Goles                | Asis.                | Part.                     | Goles                     | Asis.                     | Part. | Goles | Asis. |
| ----------------------------------------------------------------------------------------------- | ------------- | ------------- | ----- | ----- | ----- | -------------------- | -------------------- | -------------------- | ------------------------- | ------------------------- | ------------------------- | ----- | ----- | ----- |
| Cortuluá · Colombia                                                                             | 1.ª           | 2016          | 1     | 0     | 0     | 4                    | 0                    | 0                    | —                         | —                         | —                         | 5     | 0     | 0     |
| Cortuluá · Colombia                                                                             | 1.ª           | 2017          | 6     | 0     | 0     | 2                    | 0                    | 0                    | —                         | —                         | —                         | 8     | 0     | 0     |
| Cortuluá · Colombia                                                                             | 2.ª           | 2020          | 20    | 4     | 0     | —                    | —                    | —                    | —                         | —                         | —                         | 20    | 4     | 0     |
| Cortuluá · Colombia                                                                             | 2.ª           | 2021          | 38    | 3     | 0     | —                    | —                    | —                    | —                         | —                         | —                         | 38    | 3     | 0     |
| Cortuluá · Colombia                                                                             | 1.ª           | 2022          | 18    | 1     | 0     | —                    | —                    | —                    | —                         | —                         | —                         | 18    | 1     | 0     |
| Cortuluá · Colombia                                                                             | Total club    | Total club    | 83    | 8     | 0     | 6                    | 0                    | 0                    | —                         | —                         | —                         | 89    | 8     | 0     |
| Llaneros · Colombia                                                                             | 2.ª           | 2018          | 30    | 4     | 0     | 4                    | 0                    | 0                    | —                         | —                         | —                         | 34    | 4     | 0     |
| Llaneros · Colombia                                                                             | Total club    | Total club    | 30    | 4     | 0     | 4                    | 0                    | 0                    | —                         | —                         | —                         | 34    | 4     | 0     |
| Patriotas Boyacá · Colombia                                                                     | 1.ª           | 2019          | 14    | 0     | 0     | 6                    | 0                    | 0                    | —                         | —                         | —                         | 20    | 0     | 0     |
| Patriotas Boyacá · Colombia                                                                     | Total club    | Total club    | 14    | 0     | 0     | 6                    | 0                    | 0                    | —                         | —                         | —                         | 20    | 0     | 0     |
| Santa Fe · Colombia                                                                             | 1.ª           | 2023          | 23    | 1     | 0     | 2                    | 0                    | 0                    | 2                         | 0                         | 0                         | 27    | 1     | 0     |
| Santa Fe · Colombia                                                                             | 1.ª           | 2024          | 45    | 5     | 1     | 4                    | 0                    | 0                    | —                         | —                         | —                         | 49    | 5     | 1     |
| Santa Fe · Colombia                                                                             | Total club    | Total club    | 68    | 6     | 1     | 6                    | 0                    | 0                    | 2                         | 0                         | 0                         | 76    | 6     | 1     |
| Nacional · Uruguay                                                                              | 1.ª           | 2025          | 0     | 0     | 0     | 0                    | 0                    | 0                    | 0                         | 0                         | 0                         | 0     | 1     | 0     |
| Nacional · Uruguay                                                                              | Total club    | Total club    | 0     | 0     | 0     | 0                    | 0                    | 0                    | 0                         | 0                         | 0                         | 0     | 0     | 0     |
| Total carrera                                                                                   | Total carrera | Total carrera | 195   | 18    | 1     | 22                   | 0                    | 0                    | 2                         | 0                         | 0                         | 219   | 18    | 1     |
| (1) Incluye datos de Copa Colombia (2016-Act).(2) Incluye datos de la Copa Sudamericana (2023). |               |               |       |       |       |                      |                      |                      |                           |                           |                           |       |       |       |